# Willem de Deken
Willem de Deken (Brugge, ca. 1274 - Parijs, 24 december 1328) was burgemeester van de raadsleden in Brugge en leider van de Opstand van Kust-Vlaanderen tegen de graaf van Vlaanderen en de koning van Frankrijk.

## Biografie
Willem De Deken trad toe tot de gilde der kramers in 1305. Stadsrekeningen vermelden hem als leverancier van stokvis en van varkensvlees
In 1320 was De Deken schepen van Brugge en werd in die hoedanigheid hoofd van een delegatie die namens de graaf van Vlaanderen, Robrecht van Bethune ging onderhandelen met koning Eduard II van Engeland.
In 1324, nog steeds schepen, trok hij nogmaals op diplomatieke zending naar Engeland, ditmaal in opdracht van graaf Lodewijk II van Nevers. Tijdens een verlengd verblijf deed hij inspanningen om een vredesverdrag tot stand te brengen. Ondertussen was de opstand tegen graaf Lodewijk van Nevers in de Vlaamse kuststreek uitgebroken.

## Opstand

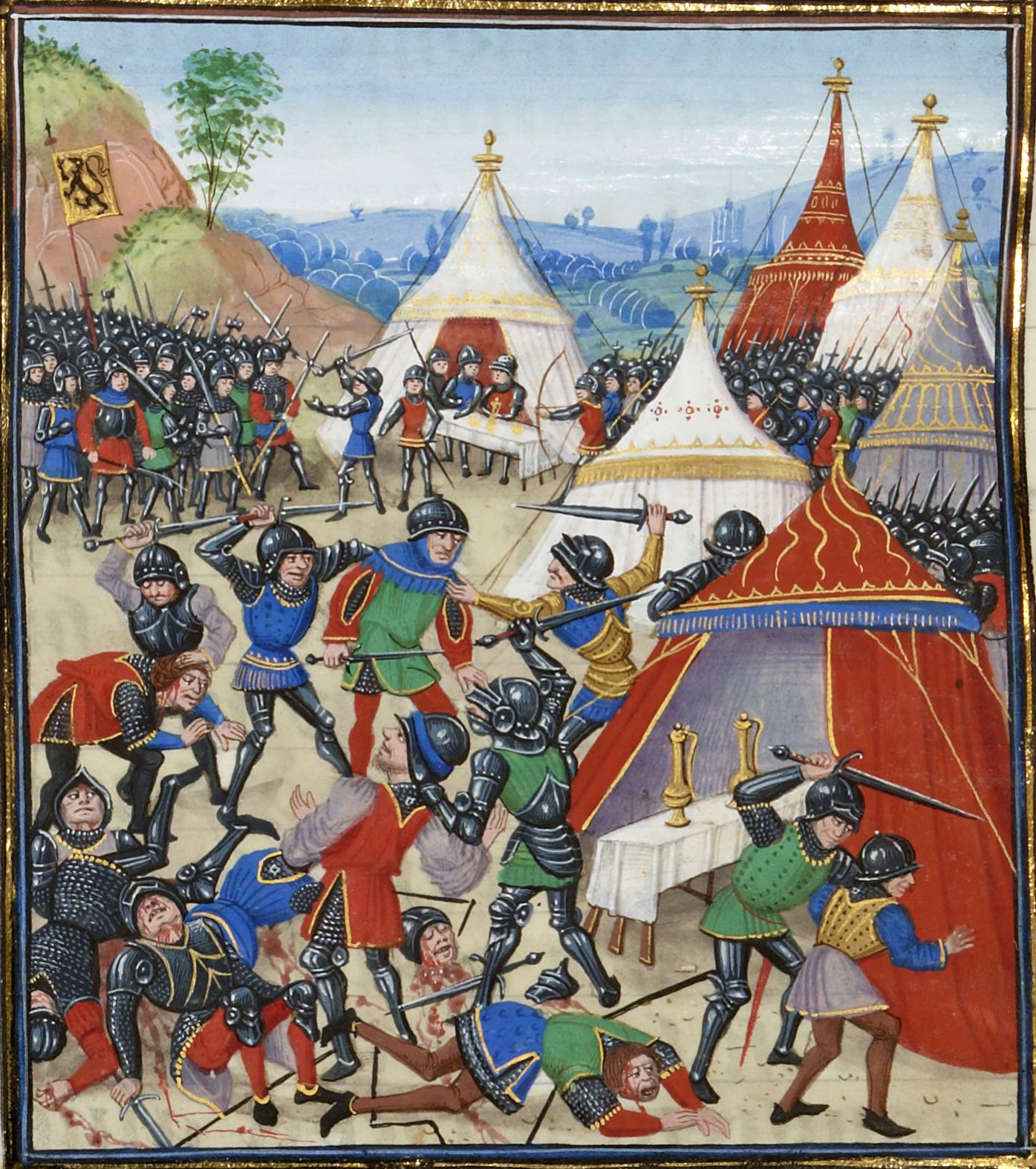
De slag bij Kassel

In februari 1328 weigerde Brugge de vernieuwing van de stadsmagistraat zoals de grafelijke administratie die had voorbereid. Een eigen vernieuwing werd doorgevoerd, waarbij De Deken de belangrijke functie op zich nam van burgemeester van de raadsleden, belast met de orde en de militaire aangelegenheden.
In juni 1328 reisde hij nogmaals naar Engeland om er de jonge koning Eduard III toe te bewegen de titel aan te nemen van koning van Frankrijk en militaire steun te verlenen aan de opstandige Vlamingen. Hij kreeg geen gehoor. Teruggekeerd, nam hij de leiding over de Brugse troepen die aan de slag bij Kassel deelnamen.
Na de nederlaag vluchtte De Deken naar Brabant, waar hij hoopte hertog Jan III op te ruien tegen de pas gekroonde koning van Frankrijk Filips VI. De hertog gaf niet alleen geen gehoor, maar leverde De Deken uit aan Frankrijk. Het Parlement van Parijs veroordeelde hem wegens hoogverraad, liet hem de handen afhakken, door de straten van de stad slepen en ten slotte ophangen.